# Elecciones municipales de Morón de 2021
Las elecciones en el partido de Morón de 2021 se realizaron el 14 de noviembre junto con las elecciones nacionales y provinciales. Ese día se eligieron concejales y consejeros escolares. Estuvieron habilitados para votar 288.306 electores.
Los únicos espacios en conseguir representación en el Concejo Deliberante fueron Juntos por el Cambio y el Frente de Todos. Avanza Libertad, que había sido la tercera fuerza más votada en las PASO, no se presentó a las elecciones generales debido a una disputa interna.

## Renovación del Concejo Deliberante
En los comicios se renovó la mitad del Concejo Deliberante, que cuenta con 24 bancas:
| Bloque | Bloque               | Bancas | Bancas a renovar |
| ------ | -------------------- | ------ | ---------------- |
|        | Frente de Todos      | 12     | 6                |
|        | Juntos por el Cambio | 11     | 5                |
|        | GEN                  | 1      | 1                |
| Total  | Total                | 24     | 12               |

Tras los comicios:
| Bloque | Bloque               | Bancas obtenidas | Bancas totales |
| ------ | -------------------- | ---------------- | -------------- |
|        | Juntos por el Cambio | 7                | 13             |
|        | Frente de Todos      | 5                | 11             |
| Total  | Total                | 12               | 24             |

## Resultados

### Primarias
Habilitado para las elecciones generales
| Partido/Alianza                      | Partido/Alianza                              | Lista                       | Interna               | Interna               | Partido | Partido                |
| Partido/Alianza                      | Partido/Alianza                              | Lista                       | Votos                 | %                     | Votos   | % (de votos positivos) |
| ------------------------------------ | -------------------------------------------- | --------------------------- | --------------------- | --------------------- | ------- | ---------------------- |
|                                      | Juntos                                       | A                           | 52.551                | 68.30                 | 76.938  | 41.21                  |
| Dar el Paso                          | Juntos                                       | 23.392                      | 30.40                 |                       | 76.938  | 41.21                  |
| F                                    | Juntos                                       | 995                         | 1.29                  |                       | 76.938  | 41.21                  |
|                                      | Frente de Todos                              | Celeste y Blanca 2          | 58.120                | 100                   | 58.120  | 31.13                  |
|                                      | Avanza Libertad                              | Libertad                    | 6.458                 | 53.53                 | 12.065  | 6.46                   |
| Republicanos Unidos                  | Avanza Libertad                              | 5.607                       | 46.47                 |                       | 12.065  | 6.46                   |
|                                      | Frente de Izquierda y de Trabajadores-Unidad | Unidad de la Izquierda      | 8.617                 | 82.18                 | 10.485  | 5.62                   |
| (R)evolucionemos la Izquierda        | Frente de Izquierda y de Trabajadores-Unidad | 1.868                       | 17.82                 |                       | 10.485  | 5.62                   |
|                                      | Vamos con Vos                                | Hay Otro Camino             | 4.072                 | 57.20                 | 7.119   | 3.81                   |
| Otro Camino                          | Vamos con Vos                                | 3.047                       | 42.80                 |                       | 7.119   | 3.81                   |
|                                      | +Valores                                     | Unión Celeste y Blanco      | 2.428                 | 100                   | 2.428   | 1.30                   |
|                                      | Movimiento al Socialismo                     | Para Renovar a la Izquierda | 1.857                 | 100                   | 1.857   | 0.99                   |
|                                      | Unión por Todos                              | Unidad                      | 1.844                 | 100                   | 1.844   | 0.99                   |
|                                      | Partido Republicano Federal                  | Principios y Valores        | 1.597                 | 100                   | 1.597   | 0.86                   |
|                                      | Todos por Buenos Aires                       | Todos por la Provincia      | 1.076                 | 100                   | 1.076   | 0.58                   |
|                                      | Partido Vocación Social                      | Unite por Buenos Aires      | 975                   | 100                   | 975     | 0.52                   |
|                                      | Partido Federal                              | Celeste y Blanca            | 972                   | 100                   | 972     | 0.52                   |
|                                      | Partido Humanista                            | Naranja                     | 880                   | 100                   | 880     | 0.47                   |
|                                      | Partido Conservador Popular                  | Única                       | 505                   | 100                   | 505     | 0.27                   |
| Votos positivos                      | Votos positivos                              | Votos positivos             | Votos positivos       | Votos positivos       | 176.861 | 92.92                  |
| Votos en blanco                      | Votos en blanco                              | Votos en blanco             | Votos en blanco       | Votos en blanco       | 9.852   | 5.18                   |
| Votos válidos                        | Votos válidos                                | Votos válidos               | Votos válidos         | Votos válidos         | 186.713 | 98.10                  |
| Votos nulos                          | Votos nulos                                  | Votos nulos                 | Votos nulos           | Votos nulos           | 3.606   | 1.90                   |
| Participación                        | Participación                                | Participación               | Participación         | Participación         | 190.339 | 67.2                   |
| Electores habilitados                | Electores habilitados                        | Electores habilitados       | Electores habilitados | Electores habilitados | 283.246 | 100                    |
| Fuente: Dirección Nacional Electoral |                                              |                             |                       |                       |         |                        |

### Generales
|                                      | Juntos                                       | Leandro Martín Ugartemendia | 87.343  | 48.83 | 7 |
|                                      | Frente de Todos                              | Irene Guerrero              | 68.291  | 38.18 | 5 |
|                                      | Frente de Izquierda y de Trabajadores-Unidad | Jorgelina Esteche           | 14.910  | 8.34  |   |
|                                      | Vamos con Vos                                | Pablo Salvo                 | 8.331   | 4.66  |   |
| Votos positivos                      | Votos positivos                              | Votos positivos             | 178.875 | 87,30 |   |
| Votos en blanco                      | Votos en blanco                              | Votos en blanco             | 23.764  | 11,60 |   |
| Votos válidos                        | Votos válidos                                | Votos válidos               | 202.639 | 98,9  |   |
| Votos nulos                          | Votos nulos                                  | Votos nulos                 | 2.241   | 1,1   |   |
| Participación                        | Participación                                | Participación               | 204.880 | 71.11 |   |
| Electores habilitados                | Electores habilitados                        | Electores habilitados       | 288.306 | 100   |   |
| Fuente: Dirección Nacional Electoral |                                              |                             |         |       |   |

#### Resultados por circuito
| Circuito electoral    | Ugartemendia | Ugartemendia | Guerrero | Guerrero | Salvo  | Salvo | Esteche | Esteche | Blancos/Nulos | Blancos/Nulos | Participación | Participación |       |   |       |   |
| Circuito electoral    | Votos        | %            | Votos    | %        | Votos  | %     | Votos   | %       | Blancos/Nulos | Blancos/Nulos | Participación | Participación | Votos | % | Votos | % |
| --------------------- | ------------ | ------------ | -------- | -------- | ------ | ----- | ------- | ------- | ------------- | ------------- | ------------- | ------------- | ----- | - | ----- | - |
| Circuito electoral    | 665 (Morón)  | 27.040       | 36,14    | 28.616   | 38,25  | 5.840 | 7,81    | 3.362   | 4,49          | 9.963         | 13,31         | 74.821        | 72,45 |   |       |   |
| 669 (Haedo)           | 14.024       | 51,13        | 7.117    | 25,95    | 1.935  | 7,06  | 1.073   | 3,91    | 3.281         | 11,95         | 27.430        | 77,38         |       |   |       |   |
| 670 (Villa Sarmiento) | 5.000        | 54,05        | 2.154    | 23,29    | 633    | 6,84  | 281     | 3,04    | 1.183         | 12,78         | 9.251         | 77.77         |       |   |       |   |
| 671 (El Palomar)      | 14.631       | 43,70        | 10.479   | 31,30    | 2.195  | 6,56  | 1.266   | 3,78    | 4.911         | 14,66         | 33.482        | 74,27         |       |   |       |   |
| 672 (Morón/Castelar)  | 14.051       | 50,62        | 7.514    | 27,07    | 1.805  | 6,50  | 1.030   | 3,71    | 3.358         | 12,10         | 27.758        | 77,02         |       |   |       |   |
| 673 (Castelar)        | 11.809       | 37,86        | 11.681   | 37,45    | 2.245  | 7,20  | 1.343   | 4,31    | 4.118         | 13,18         | 31.196        | 73,73         |       |   |       |   |
| Total                 | 86.566       | 48,83        | 67.570   | 38,18    | 14.655 | 8,34  | 8.356   | 4,66    | 26.005        | 12,69         | 203.938       | 74,42         |       |   |       |   |